# یخچال آتشگاه
یخچال آتشگاه مربوط به دوره قاجار قیل از آن است و در سمنان، خیابان راه آهن واقع شده و این اثر در تاریخ ۲۵ خرداد ۱۳۸۱ با شمارهٔ ثبت ۵۸۳۰ به‌عنوان یکی از آثار ملی ایران به ثبت رسیده است.